# Desaparición de Tammy Belanger
Tammy Lynn Belanger (24 de febrero de 1976 - desaparecida el 13 de noviembre de 1984) es una niña estadounidense que desapareció mientras caminaba hacia la escuela en Exeter, Nuevo Hampshire, en noviembre de 1984. La policía cree que fue secuestrada. 
La mañana de su desaparición, Belanger fue vista por un vecino cuando cruzaba la calle de camino a la escuela. No llegó a la escuela, y no ha sido vista desde entonces. El único sospechoso del caso, que había sido condenado por agresión sexual a un menor en 1979, fue posteriormente condenado por robo con allanamiento de morada y exhibición indecente en Florida en 1992, y murió en 2012.

## Cronograma

### Desaparición
En la mañana del martes 13 de noviembre de 1984, Belanger salió de su casa en River Street en Exeter, New Hampshire, para dirigirse a la escuela primaria en Lincoln Street, donde estaba en tercer grado. Un vecino la vio cruzar Court Street aproximadamente a las 8 de la mañana  Había 1,6 km hasta la escuela, por la que Belanger había caminado desde que estaba en primer grado.  Cuando Belanger no  regresó a su casa a las 3:30 p. m., su madre llamó a la escuela, se enteró de que Belanger no había estado en clase y llamó a la policía.  En esa época, la escuela no verificaba las ausencias de los estudiantes llamando a los padres de manera proactiva.
En los días siguientes, la policía y los voluntarios buscaron en un radio de (16-21 km²) a pie, en helicóptero y en barco. El FBI y la policía estatal ayudaron en la investigación. Una cantera inundada cercana fue registrada por buzos. No se descubrió nada significativo y para el 20 de noviembre, el jefe de policía de Exeter dijo que tenía pocas esperanzas de encontrar a Belanger con vida.

### Sospecha
A finales de diciembre, la cadena WCVB-TV de Boston identificó a Victor Wonyetye de 41 años de edad, como sospechoso de la desaparición de Belanger. Wonyetye había estado viviendo durante noviembre en un motel en la cercana Rye, New Hampshire, y fue encarcelado por una violación de la libertad condicional a principios de diciembre. Wonyetye había sido condenado en 1979 por agresión sexual grave a una menor, su hijastra de trece años, y cumplió cuatro años de prisión antes de salir en libertad condicional en julio de 1983. La Junta de Libertad Condicional de New Hampshire revocó la libertad condicional de Wonyetye el 28 de diciembre de 1984, ya que había salido del estado sin informar a su agente de libertad condicional y había sido condenado por un delito menor en Florida a principios de año.
En la época en que Wonyetye fue declarado sospechoso por primera vez en relación con la desaparición de Belanger, también fue considerado una persona de interés en la desaparición de Marjorie "Christy" Luna, que había desaparecido de Greenacres, Florida, en mayo de 1984. Las desapariciones tenían similitudes, ya que tanto Luna como Belanger tenían ocho años cuando desaparecieron, Luna también   caminaba sola por una calle cercana a su casa cuando desapareció, y Wonyetye también había estado viviendo cerca en ese momento

### Eventos posteriores
El descubrimiento de restos humanos en Allenstown, New Hampshire, a principios de noviembre de 1985 llevó a especular sobre una conexión con la desaparición de Belanger; sin embargo, esto fue descartado por los investigadores. Las víctimas de los asesinatos de Bear Brook, como llegaron a conocerse, fueron identificadas años más tarde y se confirmó que no tenían ninguna conexión con Belanger
El 12 de noviembre de 1985, el día antes del primer aniversario de la desaparición de Belanger, la policía de Exeter anunció que la investigación se había detenido.
En enero de 1992, Wonyetye fue condenado por robo y exposición indecente en Florida.  Durante la vigilancia de Wonyetye, la policía lo vio mirando por la ventana del dormitorio de tres niñas en West Palm Beach, Florida, un total de 14 veces en menos de tres semanas. Recibió una sentencia de 75 años como delincuente habitual .
En junio de 1994, la policía de Exeter abrió la tumba de una mujer que había sido enterrada en noviembre de 1984, al parecer basándose en una denuncia que habían recibido; no se encontró nada relacionado con la desaparición de Belanger
Wonyetye fue liberado de prisión en Florida en abril de 2012, y murió en diciembre de 2012 en Florida a los 69 años.
En 2013, la policía que había realizado la investigación inicial de la desaparición de Belanger dijo que Wonyetye era el principal sospechoso porque su coche, azul con matrícula de Florida y una luz trasera rota, había sido visto en la zona cuando Belanger desapareció. Además, Wonyetye llamó al trabajo esa mañana diciendo que estaba  enfermo ya que había sido empleado en un taller de carrocería en Exeter. Aunque la policía cree que mató a Belanger y Luna, no había pruebas físicas que lo apoyaran y Wonyetye nunca fue acusado en relación con ninguna de las dos desapariciones.
Los padres de Belanger se divorciaron, y su padre, Nelson, murió en septiembre de 2017.